# Bidarakote, Maddur
Bidarakote là một làng thuộc tehsil Maddur, huyện Mandya, bang Karnataka, Ấn Độ.